# Інертиніт
Інертиніт (рос. инертинит, англ. inertinite, нім. Inertinit m) — у петрографії — мацеральна група, що містить мацерали, відбивна здатність яких у вугіллі низької і середньої стадії вуглефікації, а також в осадових породах відповідного ступеня вуглефікації вище, ніж у мацералів вітринітової і ліптинітової груп, і нижче, ніж у вітриніту найбільш викосовуглефікованого вугілля та відповідної осадової породи.

## Походження терміна
Походження слова: inertia (лат.) — інертність. Синоніми: частково опаковий аттрит, частково опакова речовина.
Термін спочатку був запропонований для спрощення термінології петрографії вугілля шляхом об'єднання в одному терміні мацералів фюзиніту, семіфюзиніту, склеротиніту і мікриніту. Дана група базується на схожих технологічних властивостях чотирьох мацералів. Чотири додаткових мацерала — макриніт і інертодетриніт, фунгініт і секретиніт додані в цю групу, останні два з них замінюють склеротиніт. Термін «інертиніт» передбачає, що складові є більш інертними, ніж мацерали вітринітової і ліптинітової груп, особливо в процесах вуглефікації, в яких вони виявляють себе як розчинники (Е.Штах, 1952 р.).

## Фізичні властивості
Відбивна здатність інертинітових мацералів починає перевищувати мацерали вітринітової групи в тих випадках, коли відбивна здатність вітриніту й інертиніту досягає порядку 5 % Rmax (Алперн і Лемос де Суса, 1970 р.). Інертинітові мацерали також характеризуються відсутністю або невеликою флуоресценцією в порівнянні з вітринітом. Розмір і міра збереження клітинних структур варіюють в залежності від походження різних інертинітових мацералів і їх історією після відкладення.
Фізичні властивості. І. має відтінки сірого: сірувато-білий до жовтувато-білого в більшості компонентів з високою відбивною здатністю (> 6 % Rr). Відтінки сірого інертинітових мацералів відображають умови відкладення. Відбивна здатність залежить, передусім, від хімічного складу різних інертинітових мацералів. Разкид величин відбивної здатності І. в будь-якому окремо взятому вугільному пласті звичайно широкий. Стінки клітин фюзиніту можуть виявляти невелику анізотропію.
При використанні відповідного збудження (від синьо-фіолетового до зеленого світла) інертинітові мацерали з невисокою відбивною здатністю проявляють слабку флуоресценцію.

## Хімічні властивості
У порівнянні з іншими мацеральними групами І. характеризуються високим вмістом кисню і низьким вмістом водню (Ван Кревелен, 1993 р.). Вміст вуглецю залежить від походження конкретного мацерала і/або швидкості процесів окиснення-відновлення, яких зазнав мацерал на стадії торфоутворення.

## Склад
Інертинітова група включає мацерали різного походження: 1) тканини (грибів або рослин більш високого рівня); 2) тонкі уламкові фрагменти; 3) геліфікований аморфний матеріал, з якого сформувався ґранульований матеріал переважно в ході вуглефікації і в якому змінилися секреції клітин за рахунок окислювально-відновних і біохімічних процесів при торфоутворенні.

## Залягання
Інертиніт характерний для більшості видів вугілля, хоч іноді в невеликих кількостях. Палеозойське вугілля, особливо вугілля Гондвани, містить більше інертиніту, ніж вугілля мезозою і третинного періоду (Шиєрер і інш., 1995 р.). Разом з тим, деяке вугілля крейди Північної Америки і деяке вугілля юри Європи містить велику кількість І. Органічна речовина в піщаних породах містить більше інертиніту, ніж в інших осадових породах. І. частиною керогену типу IV, за винятком деяких флуоресцентних компонентів.

## Технологічні властивості
Високий вміст І. у вугіллі, особливо фюзиніту з пустими клітинами і семіфюзиніту, сприяють пилоутворенню при проведенні гірничих робіт. Реакційна здатність І. при коксуванні залежить від фізико-хімічних характеристик різних мацералів і від ступеню вуглефікації вугілля. І. з відносно низькою відбивною здатністю і флуоресціюючий при коксуванні частково або повністю плавиться, тоді як нефлуоресцентний І. не плавиться (Діссель і Вольф-Фішер, 1987 р.; Кружевска, 1989 р.). Неплавкий І. у вугільної шихті виконує функцію зв'язуючий матеріал і при тонкому диспергуванні підвищує міцність коксу. Для отримання коксу максимальної міцності і стабільності доцільно підібрати оптимальний склад І. Його кількість у вугіллі залежить від ступеня вуглефікації останнього.
В умовах, характерних для котлів з пилоподібним паливом, більшість інертинітів зазнають змін. І. з найменшою відбивною здатністю перетворюються в пористий анізотропний напівкокс, тоді як І. з найвищою відбивною здатністю звичайно продукує велику кількість ізотропного пнапівкоксу, іноді з невеликими пухирцями виходу летких, які відображають проходження І. (Джоунс і інш., 1984 р.; Альварес і інш., 1997 р.).